# Micropterix allionella
Micropterix allionella is een vlinder uit de familie van de oermotten (Micropterigidae). De wetenschappelijke naam van de soort is voor het eerst geldig gepubliceerd door Johann Christian Fabricius in 1794.

## Verspreiding en leefgebied
De soort komt voor in Europa.